# Călin Rus
Flaviu Călin Rus (n. 5 iulie 1970, municipiul Cluj) este un politician democrat-liberal din România, specialist în comunicare și relații publice. A candidat pentru un post de eurodeputat la alegerile europarlamentare din 2007, dar nu a fost ales. A devenit eurodeputat din partea PDL la 24 iunie 2008 ca urmare a demisiei lui Sorin Frunzăverde.